# Aiguille d’Argentière
Aiguille d’Argentière – szczyt w Masywie Mont Blanc, w grupie górskiej Argentière. Leży na granicy między Francją (departament Górna Sabaudia), a Szwajcarią (kanton Valais). Szczyt można zdobyć ze schroniska Refuge d’Argentière (2771 m).
Pierwszego wejścia dokonali Edward Whymper, Anthony Adams-Reilly, Michel Croz, Michel-Clément Payot i Henri Charlet 15 lipca 1864 r.